# Archeptolemo
Nella mitologia greca,  Archeptolemo  era il nome di uno dei figli di Ifito.

## Il mito
Quando Paride figlio di Priamo re di Troia prese con sé Elena moglie di Menelao, scoppiò una guerra fra la Grecia e i troiani, Archeptolemo, troiano anche lui, fu costretto a parteciparvi. Egli durante una delle tante battaglie aiutò Ettore contro Diomede quando questi gli uccise il cocchiere Eniopeo, lasciando il carro dell'eroe troiano senza guida. In quell'occasione Archeptolemo intervenne con dei cavalli e fece salire il figlio di Priamo su uno di loro e lo mise al comando di esso prima che il nemico potesse approfittare. Da quel momento divenne il nuovo cocchiere di Ettore, ma la sua carriera non durò molto in quanto fu poi ucciso incidentalmente da una delle frecce lanciate da Teucro, guerriero greco che mirava al petto del figlio di Priamo.

## Fonti
- Omero,– Iliade libro viii versi 128 e 312